# 맥카닉: 마지막 추격
《맥카닉: 마지막 추격》(영어: McCanick)은 2013년 공개된 미국의  영화이다.

## 출연

### 주연
- 데이빗 모스
- 코리 몬테이스
- 시아란 힌즈

### 조연
- 마이크 보겔
- 트레이시 톰스
- 트레버 모간
- 케빈 다니엘스
- 아론 유
- 레이첼 니콜스
- 나키아 딜라드
- 프랭클린 오제다 스미스
- 빅터 베레즈
- 톰 델콘트

## 기타
- 라인PD: 에드워드 J. 에버와인 3세
- 조감독: 마이클 화이트카
- 사운드슈퍼바이저: 조쉬 에크베르크
- 미술: 마이클 크렌쇼
- 분장팀: 에이프릴 채트먼-로이스
- 분장팀: 타라 매트록
- 의상: 지나 스카나티
- 배역: 다이안 히리
- 프로덕션매니저: 에드워드 J. 에버와인 3세